# Дніпрова вулиця (Київ, Дніпровський район)
Дніпро́ва вулиця — зникла вулиця, що існувала в Дніпровському районі міста Києва, місцевість Микільська слобідка. Пролягала від вулиці Митрополита Андрея Шептицького до вулиці Крейсера «Аврора».

## Історія
Вулиця виникла, ймовірно, у 1-й половині XX століття під такою ж назвою. Ліквідована 1977 року у зв'язку зі знесенням старої забудови Микільської слобідки.